# Piñoca
Piñoca (pl. Piñocas, =tkalci), jedno od nekoliko plemena američkih Indijanaca koja su pripadali porodici čikito u Boliviji, kraju poznatom kao Chiquitanía. Izvori ih spominju da su u kasnom 17. stoljeću živjeli na misijama San Francisco Xavier de los Piñocas (sada San Javier ili San Xavier) koju je osnovao 1691. isusovački svečenik José de Arce, oko 215 km (133 milje) sjeveroistočno od Santa Cruza, i preseljvana 1696; 1698; i 1708; i San José de Chiquitos s plemenom Jamarós, koju su jezuiti osnovali 1698.
Govorili su svojim istoimenim vlasitim dijalektom.